# 方丈貴恵
方丈 貴恵（ほうじょう きえ、1984年 -）は、日本の小説家・推理作家。

## 経歴・人物
兵庫県姫路市出身、京都大学卒。京都大学推理小説研究会に所属していた。大学卒業後はゲーム会社でキャラクター商品化などの仕事をしていた。2018年、『遠い星からやって来た探偵』が第28回鮎川哲也賞最終候補作品になる。2019年、『時空旅行者の砂時計』で第29回鮎川哲也賞を受賞しデビュー。2023年には『名探偵に甘美なる死を』が、2024年には『アミュレット・ホテル』が第23回・第24回本格ミステリ大賞候補作となった。

## ミステリ・ランキング
- 週刊文春ミステリーベスト10
  - 2019年 - 『時空旅行者の砂時計』15位
  - 2022年 - 『名探偵に甘美なる死を』19位
  - 2024年 - 『少女には向かない完全犯罪』9位

- このミステリーがすごい!
  - 2020年 - 『時空旅行者の砂時計』22位
  - 2022年 - 『孤島の来訪者』13位
  - 2023年 - 『名探偵に甘美なる死を』27位
  - 2024年 - 『アミュレット・ホテル』17位
  - 2025年 - 『少女には向かない完全犯罪』4位

- 本格ミステリ・ベスト10
  - 2020年 - 『時空旅行者の砂時計』7位
  - 2022年 - 『孤島の来訪者』7位
  - 2023年 - 『名探偵に甘美なる死を』4位
  - 2024年 - 『アミュレット・ホテル』9位
  - 2025年 - 『少女には向かない完全犯罪』7位

- ミステリが読みたい!
  - 2022年 - 『孤島の来訪者』13位
  - 2024年 - 『アミュレット・ホテル』18位
  - 2025年 - 『少女には向かない完全犯罪』5位

## 作品リスト

### 単行本

#### 〈竜泉家の一族〉シリーズ
- 時空旅行者の砂時計（2019年11月 東京創元社 ISBN 978-4-488-02562-5 / 2023年9月 創元推理文庫 ISBN 978-4-488-49921-1）
- 孤島の来訪者（2020年11月 東京創元社 ISBN 978-4-488-02818-3 / 2024年1月 創元推理文庫 ISBN 978-4-488-49922-8）
- 名探偵に甘美なる死を（2022年1月 東京創元社 ISBN 978-4-488-02856-5 / 2024年5月 創元推理文庫 ISBN 978-4-488-49923-5）

#### 〈アミュレット・ホテル〉シリーズ
- アミュレット・ホテル（2023年7月 光文社 ISBN 978-4-334-91543-8 / 2025年6月 光文社文庫 ISBN 978-4-334-10667-6）
  - 収録作品：アミュレット・ホテル / クライム・オブ・ザ・イヤーの殺人 / 一見さんお断り / タイタンの殺人
- アミュレット・ワンダーランド（2025年7月 光文社 ISBN 978-4-334-10715-4）
  - 収録作品：ドゥ・ノット・ディスターブ / 落とし物合戦 / ようこそ殺し屋コンペへ / ボマーの殺人

#### その他の作品
- 少女には向かない完全犯罪（2024年8月 講談社 ISBN 978-4-06-536710-0）

### アンソロジー（収録）
「」内が方丈貴恵の作品。
- 本格王2021（2021年6月 講談社文庫 ISBN 978-4-06-523828-8）「アミュレット・ホテル」 - 本格ミステリ作家クラブ 選・編
- 本格王2022（2022年6月 講談社文庫 ISBN 978-4-06-528273-1）「影を喰うもの」 - 本格ミステリ作家クラブ 選・編
- 黒猫を飼い始めた（2023年2月 講談社 ISBN 978-4-06-530632-1）「ゲラが来た」
- 推理の時間です（2024年1月 講談社 ISBN 978-4-06-534210-7）「封谷館の殺人」
- これが最後の仕事になる（2024年8月 講談社 ISBN 978-4-06-535675-3）「ハイリスク・ハイリターン）

### 単行本未収録作品
小説
- 「影を喰うもの」（講談社『小説現代』2021年9月号）
- 「ゲラが来た」（講談社「Mephisto Readers Club」2022年8月1日）
- 「封谷館の殺人」（講談社『メフィスト』VOL.6 2023 WINTER）
- 「ハイリスク・ハイリターン」（講談社「Mephisto Readers Club」2023年9月25日）

エッセイなど
- 「方丈貴恵 述」（光文社『新世代ミステリ作家探訪』若林踏 編、2021年6月）収録
- 「私的偉人伝」（集英社『小説すばる』2021年12月号）
- 「私の黒歴史」（KADOKAWA『小説 野性時代』2022年6月号）